# Nitzevet
Nitzevet bat Adael (em hebraico:  נצבת, lit. "Ela que ficou" ou "pilar"; עדאל lit. "El testemunha" ou "El passa por") é uma figura histórica judaica que, de acordo com o Hanan b. Rava, era a mãe do rei Davi de Israel e esposa de Jessé de Belém. Ela teve pelo menos nove filhos com Jessé: Eliabe, Abinadabe, Simeia, Netanel, Radai, Ozém, Davi, Zeruia e Abigail.

## Na Bíblia
Embora a mãe de Davi não seja mencionada pelo nome na Bíblia, ela ainda é mencionada lá com seu marido: quando Davi estava preocupado com a segurança de seus pais, ele foi para Mispá em Moabe para pedir permissão ao rei para permitir que seu pai e sua mãe fiquem sob a proteção real do rei:
| “ | Davi saiu dali e foi para Mizpá, em Moabe, e disse ao rei daquele país: Por favor, deixe que o meu pai e minha mãe venham para cá e fiquem contigo até que eu saiba o que Deus fará por mim. | ” |

 Eles ficaram lá até que a sorte de Davi melhorou. O Salmo 86, atribuído a Davi, refere-se à mãe do escritor:
| “ | Olha de novo para mim e tenha misericórdia de mim; dá-me a tua força e salva-me, pois eu te sirvo assim como te serviu minha mãe. | ” |